# Comelco

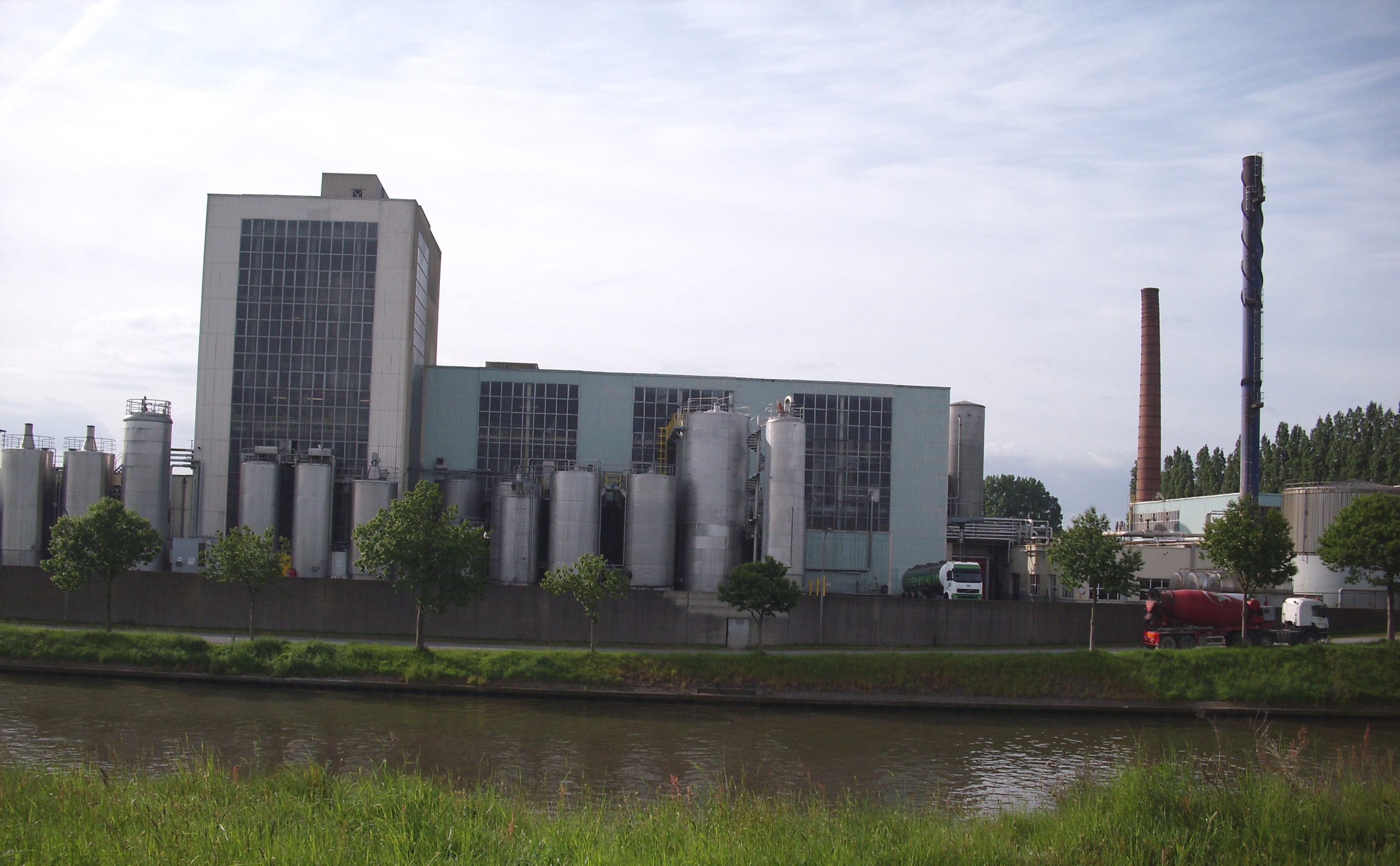
Het Comelco-gebouw, thans een deel van de Campina-site in Aalter.

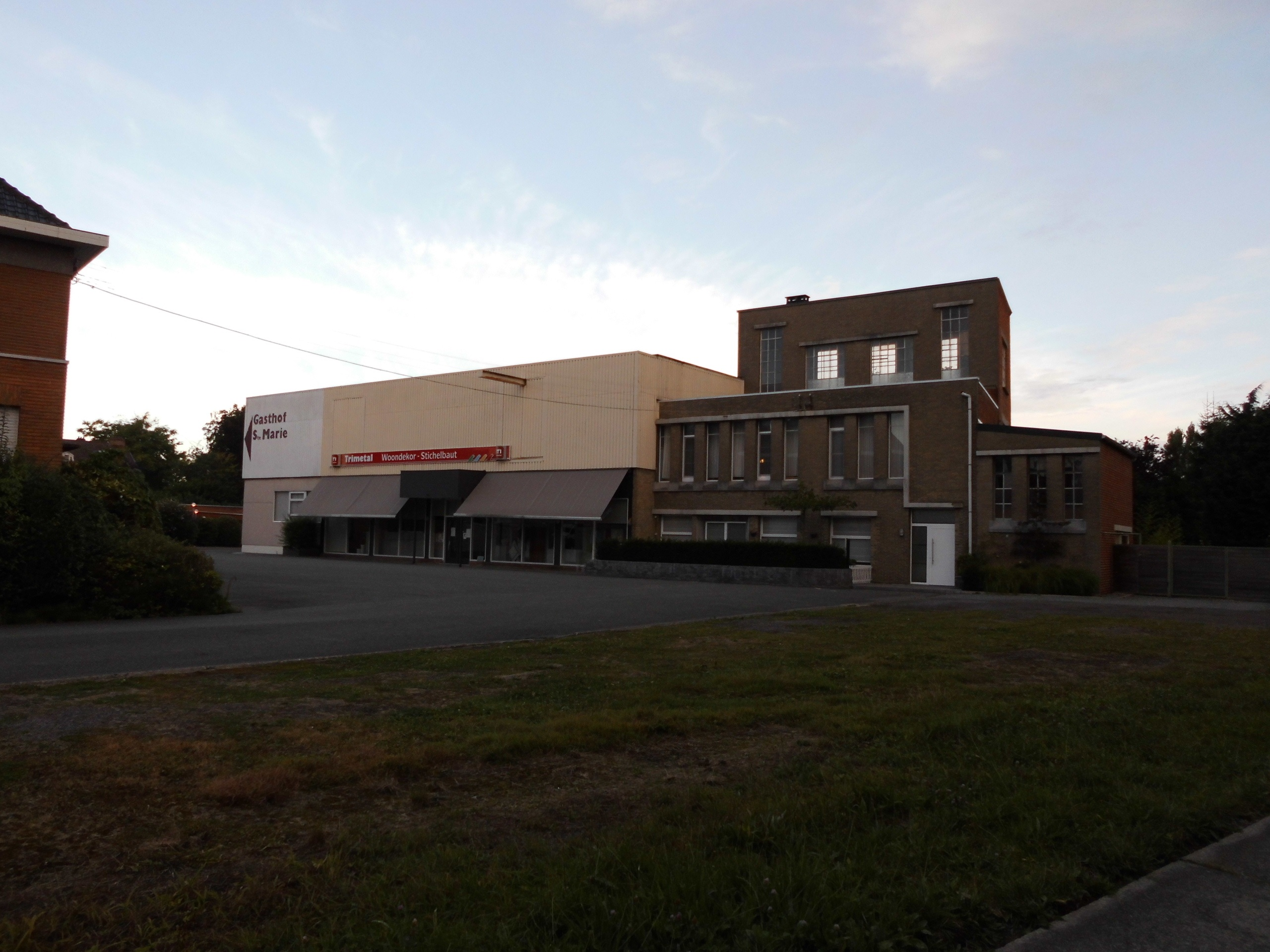
De voormalige Melkerij Sint-Marie in Maldegem.

Comelco of Conserven Melk Coöperatie was een Belgisch zuivelbedrijf in Aalter, dat ontstaan was in 1962 na het samengaan van enkele kleinere melkerijen uit Oost- en West-Vlaanderen.

## Geschiedenis
Het initiatief tot fusie kwam van Valère Lippens uit Sleidinge, wiens familie reeds actief was in de branche sinds 1890. Het bedrijf werd Sint-Joris genoemd naar de patroonheilige van Sleidinge.
Een andere speler was de familie Maes die in 1901 - in het centrum van Oedelem - startte met de melkerij St-Marie, later ook in Zomergem. Ook de familie Donck uit Passendale, van de gelijknamige kaas, ging mee in het project. Later traden nog andere firma's toe, zoals de nv Lacsoons (Stassano) uit Rotselaar en Upeco (Joyvalle). Het gevolg was een gestatige groei door een groter aanbod van producten, alsook door de ontwikkeling van betere methoden bij het bewaren en verpakken van de zuivelproducten. 
Comelco realiseerde in België merknamen als Stassano, Stabilac, Yazoo en Joyvalle voor de zuivelproducten en Passendale voor de kaas. Een andere bedrijvigheid was het fabriceren van melkpoeder en boter, meteen de verwerking van zomeroverschotten in geconcentreerde vorm.
In 1991 werd Comelco - toen het grootste privé-zuivelbedrijf van België - overgenomen door het Nederlandse Campina. Geleidelijk ontstond er meer integratie van de activiteiten en werkwijzen. In oktober 1996 verdween de naam Comelco voor deze van Campina. Eerst als bedrijfnaam, later voor alle producten. 
In december 2008 fuseerde Campina met Friesland Foods en gaat nu verder onder de naam FrieslandCampina.

## Herbestemming van enige panden
De - al dan niet - gesloten zuivelbedrijven kregen op hun beurt een nieuwe bestemming:
- St.-Marie Oedelem centrum werd omgebouwd tot woonerf.
- St.-Marie Oedelem Sijselestraat werd Tuinhobbycentrum St.-Marie.
- St.-Marie Zomergem - hoek Zandstraat en Motje - werd afgebroken.
- Stassano Eeklo (onderdeel Lacsoons) werden burelen Christelijke Mutualiteit.
- De bedrijfsterreinen in Rotselaar werden ingepalmd door het ernaast gelegen Danone.
- De investeringen en uitbreidingen - door Campina - gebeuren trouwens nog altijd te Aalter waar destijds Comelco was gevestigd.
- In augustus 2015 werd de productie in Sleidinge stilgelegd en verplaatst naar Aalter.
- De Passendale uit de gelijknamige deelgemeente is thans in handen van het Franse Bongrain SA.
- St.-Marie Maldegem is thans een restaurant met feestzaal.
- Melkerij Sint-Laurentius in Sint-Laureins, sinds 1998 Plattelandscentrum Meetjesland, jeugdhuis en openbare bibliotheek.
- Zuivelfabriek Sint-Macharius in Wontergem is thans een handelszaak.

Naast Aalter zijn er in België nog FrieslandCampina-vestigingen te Bornem en Lummen.